# Paweł Aurelian
Paweł Aurelian, (fra) Pol Aurélien, (łac) Paulinus Aurelianus, (bre) Paol Aorelian (ur. ok. 480, zm. ok. 575) – święty Kościoła katolickiego, biskup.
Pochodził prawdopodobnie z Brytanii. Mimo iż ojciec zaplanował mu karierę wojskową poświęcił się życiu zakonnemu. W tym okresie poznał późniejszych świętych Dawida, Gildasa i Samsona z Dol. Odmówił przyjęcia sakry biskupa dworskiego i powędrował na wyspę Batz. Podporządkowawszy się poleceniu został biskupem na dworze Childeberta I. Działalność apostolską prowadził wędrując po Bretanii. Toponimia przynosi liczne dowody na kult tego świętego (np.: Saint-Pol-de-Léon).
W 960 roku dokonano translacji relikwii Pawła Aureliana do opactwa położonego w Fleury-sur-Loire.
Wspomnienie obchodzone jest 12 marca.